# Саут-Оровілл (Каліфорнія)
Саут-Оровілл (англ. South Oroville) — переписна місцевість (CDP) в США, в окрузі Б'ютт штату Каліфорнія. Населення — 3235 осіб (2020).

## Географія
Саут-Оровілл розташований за координатами 39°28′43″ пн. ш. 121°32′39″ зх. д. / 39.47861° пн. ш. 121.54417° зх. д. (39.478741, -121.544134).  За даними Бюро перепису населення США в 2010 році переписна місцевість мала площу 7,68 км², уся площа — суходіл. В 2017 році площа становила 6,88 км², уся площа — суходіл.

## Демографія
Згідно з переписом 2010 року, у переписній місцевості мешкали 5742 особи в 1745 домогосподарствах у складі 1239 родин. Густота населення становила 748 осіб/км².  Було 1933 помешкання (252/км²).
Расовий склад населення:
| - 59,3 % — білих - 15,4 % — азіатів - 7,1 % — чорних або афроамериканців - 4,3 % — корінних американців - 0,2 % — вихідців з тихоокеанських островів - 6,3 % — осіб інших рас |

До двох чи більше рас належало 7,5 %. Частка іспаномовних становила 14,8 % від усіх жителів.
За віковим діапазоном населення розподілялося таким чином: 30,6 % — особи молодші 18 років, 61,3 % — особи у віці 18—64 років, 8,1 % — особи у віці 65 років та старші. Медіана віку мешканця становила 30,0 року. На 100 осіб жіночої статі у переписній місцевості припадало 100,9 чоловіків;  на 100 жінок у віці від 18 років та старших — 96,5 чоловіків також старших 18 років.
Середній дохід на одне домашнє господарство  становив 38 767 доларів США (медіана — 33 862), а середній дохід на одну сім'ю — 42 363 долари (медіана — 34 347). Медіана доходів становила 27 132 долари для чоловіків та 38 125 доларів для жінок. За межею бідності перебувало 41,0 % осіб, у тому числі 52,1 % дітей у віці до 18 років та 13,9 % осіб у віці 65 років та старших.
Цивільне працевлаштоване населення становило 1706 осіб. Основні галузі зайнятості: освіта, охорона здоров'я та соціальна допомога — 20,2 %, мистецтво, розваги та відпочинок — 16,9 %, роздрібна торгівля — 14,4 %.